# Тасир, Салман
Салма́н Таси́р (урду سلمان تاثیر‎, 12 июня 1946 года, Лахор, Пакистан — 4 января 2011 года, Исламабад) — пакистанский политик.

## Биография
Родился в учёной семье, его тётка была замужем за поэтом Ф. А. Фаизом. Учился в одной школе с Навазом Шарифом.
С ранних лет занимался политикой и бизнесом, был членом Пакистанской народной партии и близким советником Беназир Бхутто. Ему принадлежали телекоммуникационный оператор Worldcall, два телеканала, газета и другие предприятия.
В 2007 г. исполнял обязанности министра промышленности Пакистана, в 2008 был назначен губернатором Пенджаба. На этом посту он обвинял правительство в недостаточно активной борьбе с талибами и поддерживал освобождение христианки Азии Биби. Его заявления вызвали недовольство радикальных исламистов. В начале 2011 г. Тазир был расстрелян из автомата своим охранником Мумтазом Кадри.
Тазир был дважды женат, имел семерых детей.